# Parazygiella montana
Espèce
Synonymes
- Zilla montana C. L. Koch, 1834

Parazygiella montana est une espèce d'araignées aranéomorphes de la famille des Araneidae.

## Distribution
Cette espèce se rencontre en Europe, en Russie jusqu'en Sibérie occidentale, en Turquie et en Ouzbékistan.

## Description
Le mâle décrit par Levi en 1974 mesure 6,5 mm et la femelle 8,0 mm.

## Systématique et taxinomie
Cette espèce a été décrite sous le protonyme Zilla montana par C. L. Koch en 1834. Elle est placée dans le genre Zygiella par Simon en 1929, dans le genre Parazygiella par Wunderlich en 2004, dans le genre Zygiella par Gregorič, Agnarsson, Blackledge et Kuntner en 2015 puis dans le genre Parazygiella par  Eskov et Marusik en 2024.

## Étymologie
Son nom d'espèce lui a été donné en référence au lieu de sa découverte, la montagne.

## Publication originale
- C. L. Koch, 1834 : Arachniden. Deutschlands Insekten, Heft 122-127 (texte intégral).